# Oulimnius tuberculatus
Oulimnius tuberculatus é uma espécie de insetos coleópteros polífagos pertencente à família Elmidae.
A autoridade científica da espécie é Muller, tendo sido descrita no ano de 1806.
Trata-se de uma espécie presente no território português.